# نیما مواسات

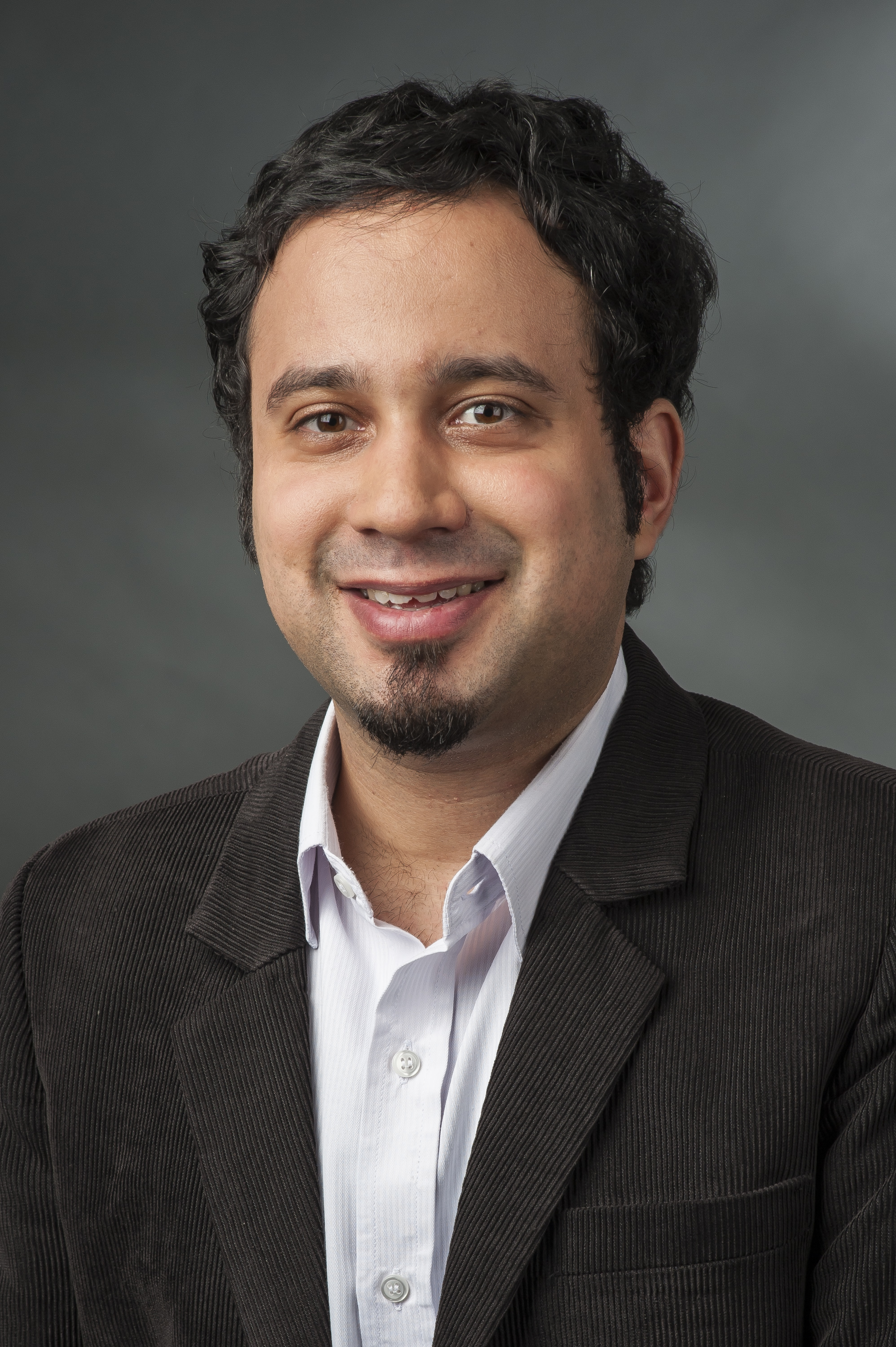
مواسات در سال ۲۰۱۴

نیما مواسات (زادهٔ ۲۲ اوت ۱۹۸۴ در ووپرتال) سیاستمدار آلمانی ایرانی‌تبار حزب چپ است. او نمایندهٔ دوره‌های هفدهم تا نوزدهم بوندستاگ بوده‌است.